# Катастрофа Ил-18 в Алма-Ате (1965)
Катастрофа Ил-18 в Алма-Ате в 1965 году — крупная авиационная катастрофа, произошедшая в ночь на понедельник 4 января 1965 года близ аэропорта Алма-Ата. Авиалайнер Ил-18Б Алма-Атинского ОАО авиакомпании «Аэрофлот» выполнял плановый пассажирский рейс Х-20/101 по маршруту Москва — Омск — Семипалатинск — Алма-Ата, но при заходе на посадку в сложных погодных условиях врезался в бруствер арыка, развернулся вправо и промчался через лесополосу,  полностью разрушившись. Погибли 64 человека на борту из 103 — 95 пассажиров и 8 членов экипажа, выжили 39, из которых 17 получили ранения.

## Самолёт
Ил-18Б с бортовым номером 75685 (заводской — 189001105, серийный — 011-05) был выпущен заводом ММЗ «Знамя Труда» 30 мая 1959 года. Его передали Главному управлению гражданского воздушного флота, которое 18 июня 1959 года направило самолёт во Внуковский авиаотряд Московского территориального управления гражданского воздушного флота. 16 апреля 1960 года борт 75685 был уже передан в Алма-Атинский авиаотряд Казахского Управления гражданской авиации. Всего на момент катастрофы авиалайнер имел 6802 часа налёта.

## Экипаж
Ил-18 пилотировал экипаж из 240-го лётного отряда, в состав которого входил:
Командир воздушного судна (КВС) — Константин Сергеевич Артамонов
Второй пилот — Николай Александрович Сламихин
Штурман — Владимир Васильевич Приставка
Бортмеханик — Анатолий Галиевич Шакиров
Бортрадист — Николай Николаевич Сафонов
Проверяющий — Ришат Нурмухаметович Азаков
В салоне авиалайнера работали два бортпроводника:
Станислав Валентинович Порт
Августа Яковлевна Кузьменых.

## Хронология событий
3 января 1965 года в 21:30 местного времени (19:30 МСК) рейс Х-20 вылетел из Семипалатинского аэропорта, его выполнял Ил-18Б борт СССР-75685, летящий из Москвы в Алма-Ату с промежуточными остановками в Омске и Семипалатинске. Всего на его борту находилось 103 человека — 95 пассажиров: 88 взрослых и 7 детей (хотя по некоторым сведениям вместимость салона данного самолёта — 80 пассажиров) и 8 членов экипажа.
3 января рейс X-20/101 должен был по расписанию вылететь из московского аэропорта Домодедово в 07:30, но задержался в связи с ремонтом агрегата запуска двигателей (ТГ-16). Самолет вылетел из Домодедово с запозданием, в 10:12 МСК, и в 15:52 МСК приземлился в аэропорту Семипалатинска. Далее самолёт должен был совершить местный рейс Х-20/101 в Алма-Ату. В Семипалатинске на борт поднялся начальник ЛШО Казахского ТУ ГА Р. Н. Азаков, возвращавшийся из служебной командировки (расследования происшествия с Ми-4) и вписавший себя в состав экипажа в качестве проверяющего. Так как аэропорт Алма-Аты был закрыт по метеоусловиям (туман, видимость менее 1000 метров), рейс был задержан с вылетом на 2 часа 28 минут. В 19:30 МСК рейс Х-20/101 вылетел из Семипалатинска и после набора высоты занял эшелон 7000 метров.

### Непогода в Алма-Ате
В 20:32 на борт 75685 была передана сводка о погоде в Алма-Ате за 20:15: сплошная облачность с нижней границей 40 метров, дымка, видимость 3 километра, ветер слабый, давление 710,5 мм рт.ст. В это время в самой Алма-Ате с третьей попытки по курсу 50° приземлился Ил-18 борт 75689, который до этого предпринял два неудачных захода на посадку по курсу 230°. Пока этот самолёт рулил по аэродрому, с ним связался руководитель полётов (РП) и запросил, можно ли принимать в аэропорт однотипные самолёты по такой погоде. В ответ командир 689-го ответил категорическим отказом (Нет, нельзя, нельзя, нельзя!), поэтому РП связался с приближающимся к аэропорту 685-м и дал ему указание следовать на запасной аэродром в Караганду. Но через 5 минут РП, запутавшись в метеообстановке, связался вновь с данным самолётом и отменил своё решение, дав новое указание — следовать на Алма-Ату и снижаться до 4500, а затем до 3000 метров. Но при этом он в нарушение инструкций не передал экипажу сведений о нижней границе облачности и видимости.
Заняв высоту 3000 метров, экипаж связался с диспетчерской вышкой и получил разрешение снижаться до высоты 700 метров, а также что посадка будет осуществляться по курсу 230° правым кругом. При этом диспетчер предупредил, что периодически туман на посадочном круге, хотя на данный момент «немного приоткрыто» и что «ниже минимума снижаться не будете». Далее экипаж связался с диспетчером ДПСП и начал выполнять заход на посадку в соответствии со схемой. Но из четвёртого разворота Ил-18 вышел в 500 метрах правее оси ВПП. Когда до полосы оставалось 10 километров, диспетчер дал указание выполнить посадку с перелётом 300 метров, так как у начала видимость была хуже. В 8,5 километрах от полосы самолёт вошёл в посадочную глиссаду и, выйдя на посадочный курс, начал снижаться. На удалении 5 километров было дано разрешение осуществить посадку с перелётом 300—500 метров.
В это время над аэродромом стоял туман, а фактическая видимость составляла 800 метров, то есть меньше погодного минимума. Диспетчер знал обновлённые сведения о погоде, но не стал сообщать их ни экипажу, ни РП, к тому же сам экипаж не требовал предоставления ему полных сведений о фактической погоде, хотя в данных погодных условиях требовалось уходить на запасной аэродром. Между ДПРМ и БПРМ была включена система импульсных огней («молния»), а после пролёта ДПРМ Ил-18 начал несколько отклоняться влево. Тогда диспетчер предупредил экипаж об этом и дал команду увеличить курс на 2°, ориентируясь при этом по данным огням (Уклоняетесь, курс 232, за молнией следите). Экипаж подтвердил получение информации (На курсе, молнию вижу). Далее диспетчер дал указание увеличить уже курс на 3°. Если до пролёта БПРМ самолёт был левее оси ВПП, то после пролёта он уже стал отклоняться вправо, о чём экипаж предупредил диспетчер и дал указание уходить на второй круг. Но экипаж не выполнил данную команду и продолжил снижение.

### Катастрофа
При заходе на посадку проверяющий Азаков дал указание командиру Артамонову вести самолёт только по приборам, тогда как он возьмёт на себя основные обязанности. Это привело к несогласованности действий в экипаже. На высоте принятия решения (130 метров) командир принял решение продолжать посадку, так как проверяющий и штурман доложили, что видят огни. Но в районе БПРМ самолёт попал в туман и экипаж потерял из виду все огни. В такой ситуации требовалось уходить на второй круг, но командир не получил сведений от остальных членов экипажа о видимости огней и, отвлёкшись от приборов, сам стал искать эти огни. Это и привело к тому, что самолёт начало после пролёта БПРМ уводить вправо. Когда диспетчер дал команду уходить на второй круг, Азаков искал стартовые огни, тогда как Артамонов ждал от него приказа уходить на второй круг. Лишь в последний момент, когда Артамонов увидел землю в непосредственной близости, он самостоятельно принял решение прекратить посадку и взял штурвал на себя. С запозданием эту же команду дал ему и Азаков.
Но несмотря на попытки экипажа избежать столкновения, из-за дефицита высоты в 21:03 МСК (00:03 4 января по местному времени) Ил-18 со скоростью 300 км/ч под углом 15° врезался в землю в 210 метрах правее полосы и на удалении 75 метров от её начала. Сперва в землю врезалась передняя стойка шасси, которая врезалась в бруствер арыка, из-за чего отделилась правая плоскость крыла. Самолёт развернуло вокруг продольной оси, а затем протащило сквозь лесополосу, при этом фюзеляж и левая плоскость крыла разломились на несколько частей. Возник пожар, в котором самолёт частично сгорел. В общей сложности Ил-18 протащило на 525 метров и остановился он лишь на заснеженном поле в 600 метрах от полосы.
В катастрофе выжили 5 членов экипажа и 34 пассажира (в том числе 1 ребёнок). Остальные 3 члена экипажа (бортрадист и оба бортпроводника) и 61 пассажир (55 взрослых и 6 детей) погибли.

## Причины
1. Приём самолёта руководителем полётов при фактической погоде ниже минимума и несообщение экипажу при заходе на посадку о наличии на аэродроме погоды ниже минимума.
2. Нарушение экипажем минимума погоды при заходе на посадку, выразившееся в несвоевременном уходе на второй круг при попадании самолёта в туман в районе БПРМ, а также ошибки в технике пилотирования, допущенные при уходе на второй круг.

Сопутствующий фактор — отсутствие информации от АМСГ за сроки 20:00, 20:15 и 20:30 у руководителя полётов, когда началась и наблюдалась штормовая погода — 9-бальная облачность с высотой НГО 40 м, что затруднило его принять своевременное и правильное решение о возможности принятия самолётов, а также необеспечение диспетчера СКП погодой для заходов на посадку самолётов давностью не более 5-6 мин.— 
Помимо этого, начальник ЛШО Азаков не имел оснований вписывать себя в экипаж, так как находился при исполнении служебных обязанностей уже 15 часов и не проходил медицинского осмотра.